# Лодка Эмиля
«Лодка Эмиля» (фр. Le Bateau d'Émile
) с альтернативным названием «Омар фламбе» (фр. Le Homard flambé) — художественный фильм совместного производства Франции и Италии, снятый в 1962 году режиссёром Дени де Ла Пательером по новелле Жоржа Сименона Le Bateau d'Émile.

## Сюжет
Прожив беспутную жизнь, которая послужила причиной его изгнания из семьи сорок лет назад, в Ла-Рошель с Таити возвращается Шарль-Эдмон, старший из братьев Лармантьелей, чтобы умереть в постели своего детства. Но перед этим он намеревается отомстить своему брату Франсуа, сыграв с ним злую шутку: владея вместе с ним крупным рыбным бизнесом (промысел, консервирование, каботаж, кулеры и прочее), он хочет лишить Франсуа наследства, которого тот ожидает после его смерти. Шарль-Эдмон поручает нотариусу Ламазюру найти своего сына, рождённого от юношеской связи с портовой работницей, чтобы завещать ему свою долю в семейном бизнесе, но с таким условием, что если сын не получит наследство, оно перейдёт в собственность церкви. Ламазюр быстро обнаруживает наследника: рыбака Эмиля Буэ, грубияна и пьяницу, живущего с бывшей полупрофессиональной певичкой из захудалого ночного клуба и потаскушкой Фернандой, и не может удержаться от того, чтобы не поставить в известность Франсуа, важного в городе человека. Но если Буэ не знает всего о своём происхождении, то для Франсуа его существование никогда не было тайной. Эмиль ему даже нравится, потому что он лучший рыбак в регионе, он начинал юнгой в его компании, и Франсуа сожалеет о его уходе. В то время как Ламазюр тормозит претворение плана Шарля-Эдмона, Франсуа решает сделать всё возможное, чтобы оставить наследство в семье. Он предлагает Эмилю стать его капитаном во главе флотилии из пятнадцати рыболовных судов. Ошеломлённый свалившейся на него удачей, Эмиль обильно обмывает «продвижение» с Фернандой, которую осыпает подарками и с которой говорит о браке, имея совершенно новой заботой свою респектабельность. В свою очередь нетрезвая Фернанда берёт машину и попадает в аварию, оказываясь в полицейском участке, откуда её вызволяет Франсуа в сопровождении пристыженного Эмиля. Франсуа давит на своего «партнера», чтобы тот изменил поведение и избавился от Фернанды, вплоть до того, что соблазняет Эмиля женитьбой на своей дочери Клод, что решило бы все проблемы наследования. Чувствуя собственную важность, Эмиль в нравоучительном тоне упрекает подружку в пошлости и неряшливости и советует ей вернуться к её «призванию». Она уходит. Эмиль сначала изображает облегчение, а потом, не в силах без неё обойтись, бросается в Нант, где в баре «Mistigri» поёт Фернанда, и возвращает её назад в Ла-Рошель. Тогда Франсуа выкладывает свою последнюю карту, открыв Эмилю, что тот является Лармантьелем, и рисует перспективы на будущее, каких он будет лишён, если останется с Фернандой. Эмиль пьёт несколько дней, пока не приходит к мысли избавиться от Фернанды навсегда. И вот ночью, как следует набравшись, он отвозит молодую женщину на лодке подальше от порта под предлогом проверки сетей для ловли лобстеров. Она догадывается об опасности, но не лишается самообладания и надсмехается над его малодушием. Сразу протрезвев, он бросается к ней и заключает её в объятья: он понимает, что никогда не сможет убить её и никогда не сможет её покинуть. Затем он мчится к Лармантьелям, где только что умер Шарль-Эдмон, чтобы разобраться с членами своей «семьи».

## Съёмочная группа
- Режиссёр: Дени де Ла Пательер
- Сценарий: Дени де Ла Пательер, Альбер Валентен (фр. Albert Valentin) по новелле Жоржа Сименона Le Bateau d'Émile (1945)
- Адаптация и диалоги: Мишель Одьяр
- Продюсеры: Жорж Луро (фр. Georges Lourau), Жан-Поль Гибер (фр. Jean-Paul Guibert), Франко Кристальди
- Исполнительный продюсер : Андре Кюльте (фр. André Cultet)
- Оператор-постановщик : Робер Жюйяр (фр. Robert Juillard)
- Композитор : Жан Продромидес (фр. Jean Prodromidès)
  - Песня : Notre amour nous ressemble (слова: Жак Плант (фр. Jacques Plante), музыка: Шарль Азнавур, исполняет: Анни Жирардо))

## В ролях
- Лино Вентура — Эмиль Буэ
- Анни Жирардо — Фернанда Маланпен
- Мишель Симон — Шарль-Эдмон Лармантьель
- Пьер Брассёр — Франсуа Лармантьель
- Эдит Скоб — Клод Лармантьель
- Жак Моно (фр. Jacques Monod) — мэтр Ламазюр
- Жоэль Бернар (фр. Joëlle Bernard) — Камилла, хозяийка бистро La Marine
- Роже Дитуа (фр. Roger Dutoit) — хозяин бистро
- Роже Пеллетье (фр. Roger Pelletier) — Симон Мужен
- Этьен Бьери (фр. Etienne Bierry) — Марселен, рыбак
- Андре Серт (фр. André Certes) — Люсьен Бовуазен
- Жан Солар (фр. Jean Solar) — Альбер Викар
- Марсель Бернье (фр. Marcel Bernier) — Плеведик
- Марсель Дервиль (фр. Maurice Derville) — Леон

## Награда,презентация
| 2009: Премия «Наследие» (фр. Prix du Patrimoine) Академии Сентонжа (Франция) |

| 2012: презентация в категории «Vitrine locale» Международного фестиваля документарного фильма в Ла Рошеле (фр. Festival International du Film documentaire de la Rochelle) (Франция) |